# 星加輝
星加 輝（ほしか ひかる、1996年8月13日 - ）は、日本の元女子バレーボール選手。現指導者。

## 来歴
愛媛県松山市出身。3人兄妹の長女（兄が2人いる）。母の友人の紹介で、小学3年生のときにバレーボールを始めた。
松山市立北久米小学校から公立中学校に進学したが、校長でバレーボール指導者の原田秀樹が松山東雲中学校・高等学校に転職しバレーボール部を創設したことから中学2年で松山東雲に編入した。
2015年1月、正セッターとして、居村杏奈らとともに第67回春高バレーに出場し、2回戦まで駒を進めた。
富山大学にスポーツ推薦で進学し、女子バレーボール部ではキャプテンを務めた。
2018年8月24〜25日、第39回北信越国民体育大会の富山県代表チームに選出され、KUROBEアクアフェアリーズのメンバーと共に出場。
2018-19シーズン、KUROBEアクアフェアリーズの内定選手となった。2019年度はホテルグランミラージュに、2020年度以降は株式会社アイザックに所属。
2019年5月3日、黒鷲旗の松蔭大学戦においてリベロとしての試合出場を記録。
2021年6月1日、KUROBEアクアフェアリーズの2021-2022シーズン新体制が発表。星加は副キャプテンに就任した。
2022年8月、チームのキャプテンである舛田紗淑の怪我からの復帰の目途が立たないため、舛田から引き継ぐ形でキャプテンに就任した。
2023年3月、両足首変形脚関節症と診断され、同月末に靭帯再建手術を行うことになったと発表された。
2023年5月末をもって現役を引退した。引退後は一般社団法人KUROBEアクアフェアリーズに所属し、チームの広報に就任した。
2024年3月、母校の松山東雲高等学校バレーボール部監督に就任。

## 所属チーム
- 松山東雲高等学校（2012-2015年）
- 富山大学（2015-2019年）
- KUROBEアクアフェアリーズ（2019-2023年）

## 受賞歴
- 第48回 春季北信越大学バレーボール選手権大会：優秀選手賞[16]
- 第49回 春季北信越大学バレーボール選手権大会：優秀選手賞[17][18]

## 個人成績
V.LEAGUE Division1の個人成績は下記の通り（交流戦・プレーオフを含む）。
| シーズン    | 所属        | 出場   | 出場     | アタック | アタック | アタック | アタック | バックアタック | バックアタック | バックアタック | バックアタック | アタック決定本数 | ブロック | ブロック   | サーブ | サーブ     | サーブ | サーブ | サーブ | サーブ | サーブレシーブ | サーブレシーブ | サーブレシーブ | 総得点 |
| ----------- | ----------- | ------ | -------- | -------- | -------- | -------- | -------- | -------------- | -------------- | -------------- | -------------- | ---------------- | -------- | ---------- | ------ | ---------- | ------ | ------ | ------ | ------ | -------------- | -------------- | -------------- | ------ |
| シーズン    | 所属        | 試合数 | セット数 | 打数     | 得点     | 失点     | 決定率   | 打数           | 得点           | 失点           | 決定率         | セット平均       | 得点     | セット平均 | 打数   | ノータッチ | エース | 失点   | 効果   | 効果率 | 受数           | 成功           | 成功率         | 総得点 |
| V1 20/21    | KUROBE      | 23     | 38       | 5        | 3        | 0        | 60.0     | 0              | 0              | 0              | -              | 0.08             | 0        | -          | 56     | 0          | 1      | 4      | 14     | 6.2    | 0              | 0              | -              | 4      |
| VCM 20/21   | KUROBE      | 2      | 3        | 0        | 0        | 0        | -        | 0              | 0              | 0              | -              | -                | 0        | -          | 4      | 0          | 0      | 0      | 1      | 6.2    | 0              | 0              | -              | 0      |
| V1 19/20    | KUROBE      | 17     | 8        | 0        | 0        | 0        | -        | 0              | 0              | 0              | -              | -                | 0        | -          | 11     | 0          | 0      | 1      | 1      | 0.0    | 1              | 0              | 0.0            | 0      |
| V1 18/19    | KUROBE      | 22     | 24       | 0        | 0        | 0        | -        | 0              | 0              | 0              | -              | -                | 0        | -          | 33     | 0          | 1      | 0      | 9      | 9.8    | 0              | 0              | -              | 1      |
| 通算：4大会 | 通算：4大会 | 64     | 73       | 5        | 3        | 0        | 60.0     | 0              | 0              | 0              | -              | 0.04             | 0        | -          | 104    | 0          | 2      | 5      | 25     | 6.7    | 1              | 0              | 0.0            | 5      |

## 出演

### Youtube
【公式】KUROBEアクアフェアリーズ 
- KUROBEアクアフェアリーズ〜#16星加輝〜（2020年07月20日）

 週刊激スポ!! 
- 【2018年11月22日収録】KUROBEアクアフェアリーズ 星加輝(ヒカル)選手インタビュー （2019年07月23日）

### Facebook
KUROBEアクアフェアリーズ 
- 昨日の #星加選手 の動画で反響の多かった後ろで #浮島選手 が足を気にする様子。。（2020年8月6日）
- 昨日に引き続き、トレーニングおもしろ動画👉星加選手（2020年8月5日）

### ラジオ
AQUA BEAR 
- 2019年05月09日より不定期出演